# Jarmara.at
Jarmara.at neboli poslední chybějící služba byl společný projekt Seznamu a Divadla Járy Cimrmana spuštěný 11. listopadu 2011. Služba fungovala jako webové skladiště všech informací o Cimrmanovi. Jako poslední chybějící služba byl projekt označován v přípravné fázi, než byl projekt otevřen veřejnosti. Projekt se původně měl jmenovat Cimrpedie.

## Před spuštěním Jarmara.at
Před spuštěním Jarmara.at si Seznam zaregistroval doménu poslednichybejicisluzba.cz, na které nebyl žádný web. Později se objevilo několik uniklých náčrtů a na webu se objevil odpočet. Služba byla představena na tiskové konferenci 6. září 2011.

## Správce
Pro spravování webu byl hledán správce Jarmary ve čtyřkolovém výběrovém řízení. Prvním kolem byl kvíz. Kvíz si vyzkoušelo téměř 300 000 lidí, ze kterých 3 000 postoupilo až do třetího kola, ve kterém psali esej. Ze 700 vytvořených esejí bylo vybráno 10 nejlepších, jejichž autoři byli pozvání před Cimrmanovskou katedru. Správcem Jarmary se stal zeměměřič Jiří Linhart z Prahy.

## Vývoj po oficiálním spuštění
Od spuštění bylo každý měsíc přidáno na stránky jedno divadelní představení, všechny hry se tak na stránce objevily do konce roku 2012. Na konci roku 2012 byl přidán Kinematograf a počítačové hry. V roce 2014 Seznam celý projekt předal panu Smoljakovi mladšímu. Poté, co byl do Jarmary přidán obsah ze všech 15 divadelních her, už nebylo co přidávat a proto ustaly veškeré aktualizace.
Z úvah o budoucnosti projektu vyplývají dvě možné varianty. Protože vstupní brána Jarmary je vytvořena ve Flashi a Divadlo Járy Cimrmana nevynaloží náklady na její úpravy, bude stránka fungovat do té doby, než vstupní brána zestárne natolik, že ji nebude moci používat vůbec nikdo. Alternativní možností bylo, že by byla bývala Jarmara předělána do HTML5.